# 백원경
백원경(1983년 3월 28일 ~ )은 대한민국의 CBS 소속 아나운서이다.

## 학력
- 1999년 ~ 2002년 : 한영외국어고등학교
- 2002년 ~ 2007년 : 연세대학교 정치외교학 학사

## 경력
- 2006년 11월 ~ 현재 : CBS 아나운서

## 출연작

### CBS
- CBS 아침종합뉴스
- CBS 저녁종합뉴스
- CBS 뉴스
- CBS NEWS 10
- 우리가 사는 세상 백원경입니다
- 교회 가는 길 (2009년)
- 시사자키 주말 진행
- 가스펠 아워 (2017년 5월 1일 ~ 2019년 3월 3일 / 2019년 6월 3일 ~ 2019년 12월 1일 / 2020년 5월 11일 ~ 2021년 11월 7일)
- 백원경의 ALL THAT JAZZ (2009년, 2015년)
- 시작하는 밤 (2023년 9월 12일 ~ 현재)